# Byrsonima chalcophylla
Byrsonima chalcophylla är en tvåhjärtbladig växtart som beskrevs av Franz Josef Niedenzu. Byrsonima chalcophylla ingår i släktet Byrsonima och familjen Malpighiaceae. Inga underarter finns listade i Catalogue of Life.